# Soekarno Blues
Soekarno Blues is een televisiedrama uit 1999 geregisseerd door Hans Hylkema. De film werd uitgezonden als onderdeel van het programma Het uur van de wolf. Hylkema liet middels een persoonlijke kijk op Soekarno een historisch correct, maar verzwegen onderdeel van de geschiedenis van de aanloop van de officiële soevereiniteit van Indonesië zien.

## Verhaal
Regisseur Hans Hylkema koestert sinds het maken van de film Oeroeg, waarin hij zich ook al onderdompelde in de koloniale geschiedenis van Nederlands-Indië, een fascinatie voor Soekarno, die hij vooral als een toneelman ziet. Soekarno was immers buiten revolutionair en president van Indonesië ook een man van het toneel en heeft gedurende zijn gevangenschappen vele toneelstukken geschreven. 
Tijdens zijn onderzoek ontdekt Hylkema dat Soekarno er tussen de rapportage van de Binnenlandse Veiligheidsdienst, uit de tijd dat Soekarno door de dienst werd geobserveerd, een gat zit tussen maart en april 1949. Na grondig onderzoek in diverse archieven ontdekt Hylkema dat Soekarno zich in Nederland heeft begeven. In het Tropenmuseum, waar hij een toneelvoorstelling heeft opgevoerd in aanwezigheid van koningin Juliana. Hylkema reconstrueert zijn onderzoek naar dit historische feit en de uitvoering van het toneelstuk.
| Acteur                     | Personage                           | Rol                                                   | Evt             |
| -------------------------- | ----------------------------------- | ----------------------------------------------------- | --------------- |
| Martin Schwab              | Soekarno                            | Revolutionair, Toneelmaker                            |                 |
| Hans Hylkema               | Zichzelf                            | Regisseur                                             |                 |
| Porgy Franssen             | Soekarno                            |                                                       | In voorstelling |
| Juul Vrijdag               | Juliana der Nederlanden             | Koningin van Nederland                                |                 |
| Cynthia Abma               | Conny van Willigen                  | Archief Medewerkster van het Nederlands Toneelarchief |                 |
| Luc Boyer                  | Tjokroaminoto                       | Communistenleider Nederlands-Indië                    | In voorstelling |
| John Serkei                | Mohammed Hatta                      | Revolutionair                                         | In voorstelling |
| Khaldoun Alexander Elmecky | Soetan Sjahrir                      | Revolutionair, Politicus                              | In voorstelling |
| Esther Scheldwacht         | Iggit                               | Vriendin Soekarno                                     | In voorstelling |
| Cyrile Carreon             | Utari                               |                                                       | In voorstelling |
| Tabe Bas                   | Cornelis Hoogstraten                | Toneelacteur                                          |                 |
| Vincent Croiset            | Cornelis Hoogstraten/Verrijn Stuart |                                                       | In voorstelling |
| Lucie Steyn                | Olga                                |                                                       |                 |
| Monica Akihary             | Fatmawati                           |                                                       | In voorstelling |
| Humphrey Benthem           | Sakaguchi                           |                                                       | In voorstelling |
| Anis de Jong               | Bestuurslid                         |                                                       | In voorstelling |
| Robert Emmen               | Generaal Imamura                    | Generaal                                              | In voorstelling |
| Michel Sorbach             | Bestuurslid                         |                                                       | In voorstelling |
| Wulandhari Dumatubun       | Moeder                              |                                                       | In voorstelling |
| Rob van de Meeberg         | Leraar                              |                                                       | In voorstelling |